# Schlacht von Scannagallo
Die Schlacht von Scannagallo (in der Geschichte auch als Schlacht von Marciano bekannt) fand am 2. August 1554 zwischen dem französisch-sienesischen Heer unter dem Kommando von Piero Strozzi und dem von Kaiser Karl V. angeheuerten spanisch-mediceischen Heer unter Cosimo I. de’ Medici statt, das vom Söldnerhauptmann Gian Giacomo Medici, Marchese von Marignano, befehligt wurde. Die Schlacht fand im Val di Chiana statt, auf den Hügeln, die an den Graben von Scannagallo angrenzen, und ihr für die Sienesen ungünstiger Ausgang markierte den Wendepunkt im Krieg um Siena und einen fatalen Schlag für die Republik Siena, die sich fünf Jahre später endgültig dem Feind ergeben musste.

## Hintergrund

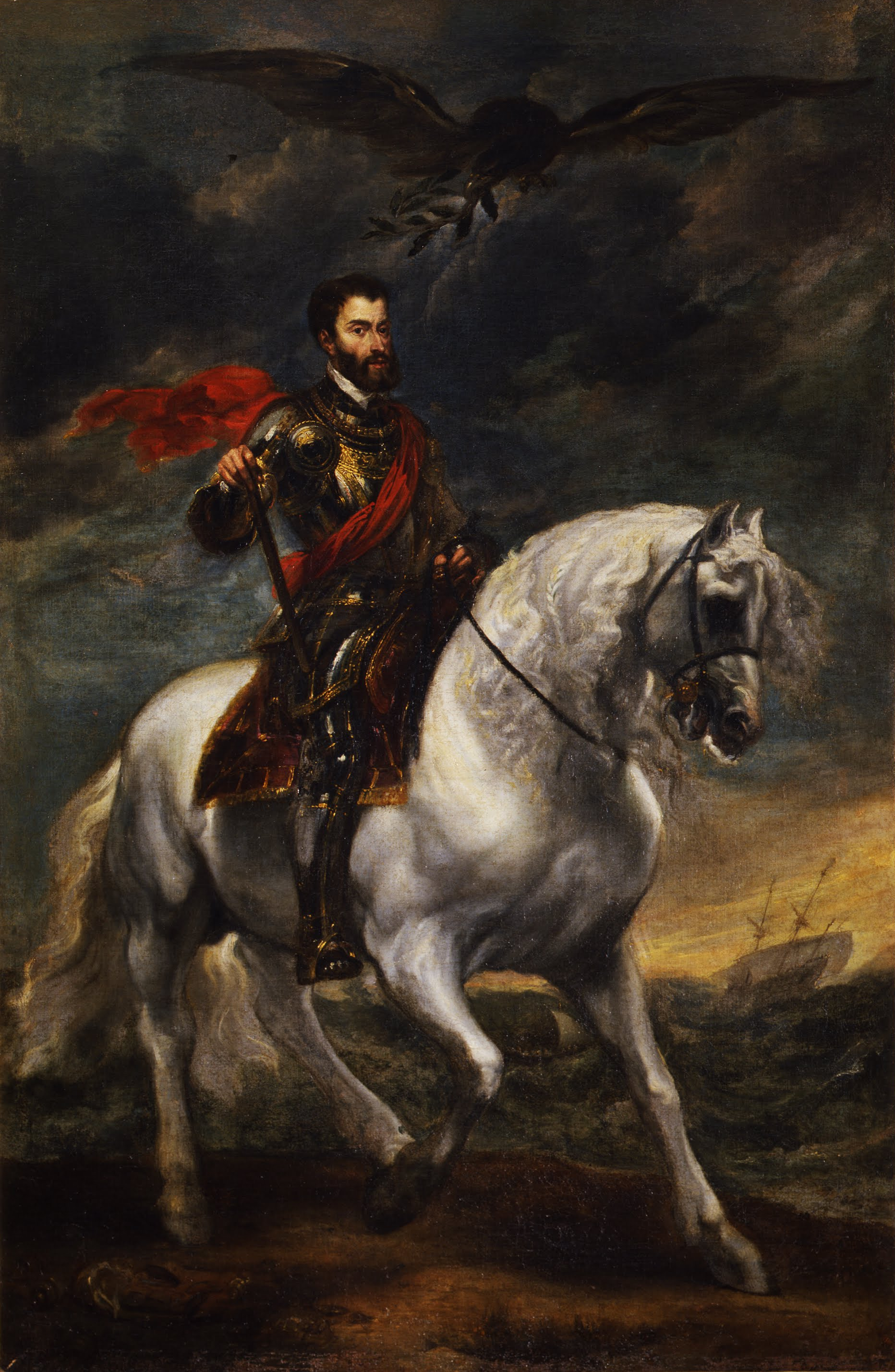
Karl V., Anton van Dyck

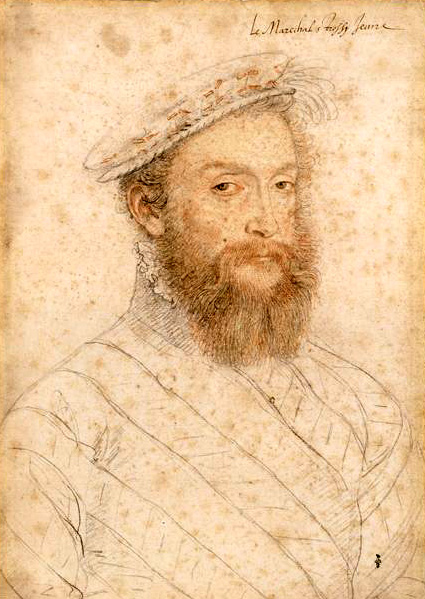
Piero Strozzi

Im Rahmen der jahrzehntelangen italienischen Kriege um die Vorherrschaft auf der Halbinsel zwischen dem Königreich Frankreich und dem Spanischen Reich verlagerte sich der Schwerpunkt in den 1540er Jahren auf die Toskana. Karl V. versuchte, ein Protektorat über die Republik Siena zu errichten (1540), die durch die gescheiterte Konsolidierung der Herrschaft der Petrucci und den Rückfall in die Kämpfe zwischen den politischen Fraktionen geschwächt war. Es wurden Militäreinheiten entsandt und repressive Maßnahmen gegen die Sienesen ergriffen (1548), die auf wenig Gegenliebe stießen, bis der Bau einer befestigten Zitadelle die Situation zum Explodieren brachte. Am 26. Juli 1552 erhob sich die sienesische Bevölkerung gegen die Besatzer und schloss einen geheimen Militärpakt mit den Franzosen. Ein gemeinsames französisch-sienesisches Heer marschierte in die Hauptstadt der Republik ein und vertrieb die Spanier. Die kaiserliche Reaktion ließ nicht lange auf sich warten und äußerte sich zunächst (1553) in der Invasion durch García Álvarez de Toledo y Osorio, Vizekönig von Sizilien, und dann in der Übertragung der Kriegsführung an Cosimo, Herzog von Florenz. Im Jahr 1554 war die kaiserliche Armee bereit für eine neue Offensive: Während der Befehlshaber der Operationen, Gian Giacomo Medici, Siena belagerte, drang eine Kolonne in die Maremma ein, während eine dritte das Val di Chiana auf dem Weg zum Val d’Orcia unter Beschuss nahm.
Für die von der damaligen Weltmacht bedrängten Sienesen, denen die Franzosen nur bedingt halfen, wurde die Lage sofort schwierig. Der verzweifelte Widerstand zur Verteidigung der Freiheit machte die durchgeführte Belagerung der Stadtmauern von Marignano langwierig und schwierig. Piero Strozzi, der sein Heer aufgestellt hatte, plante nun einen kühnen Vorstoß, um die Belagerung zu entschärfen. Pieros Strategie zielte darauf ab, die hungernde Stadt mit Vorräten zu versorgen, Zeit zu gewinnen, bis die versprochene, aber nie eingetroffene französische Verstärkung eintraf, und die letzte Schlacht in ein günstigeres Gebiet zu verlegen. Als das kaiserliche Heer am Karfreitag in der Schlacht von Chiusi eine schwere Niederlage erlitt, verließ Strozzi im Juni 1554 Siena, um mit seinem Bruder Leo und französischen Verstärkungen einen Raubzug durch das Val di Nievole und das Val d’Arno zu unternehmen. Nachdem er am 17. Juli 1554 nach Siena zurückgekehrt war und die Garnison dem französischen Kommandanten Blaise de Monluc überlassen hatte, zog er mit dem Hauptteil seines Heeres in das Val di Chiana, um die verlorenen Festungen zurückzuerobern, die von den Medici mit beträchtlichen finanziellen Mitteln verstärkt worden waren, mit Mauern, Bastionen, Gräben und seitlichen Strebepfeilern, um den Angriffen der neuen Artillerie wirksam zu widerstehen, und von kleinen, aber gut bewaffneten Garnisonen bewacht wurden. Innerhalb der Festungen wurden Ruderboote mit Getreide und Vorräten beladen, um die Armee und die Bevölkerung zu versorgen.
Am 19. Juli erreichte Strozzis Heer den Eingang zum Val di Chiana und erzielte erste Erfolge mit der Rückeroberung der Burgen von Lucignano und Marciano della Chiana; letztere übergab ihm der Hauptmann Lattanzio Pichi ohne Widerstand. Nachdem er Marciano verlassen hatte, zog Strozzi in Richtung Arezzo. Als er die Stadtmauern erreicht hatte, kehrte er um und hinterließ verbrannte Erde in den Dörfern Civitella in Val di Chiana, Oliveto und Monte San Savino. Am 27. Juli umzingelten die Truppen Pieros die Burg von Foiano: Die Mauern wurden von der Artillerie mit 140 Kanonenschüssen beschossen, und die Belagerer drangen durch die Bresche, die sie in die Mauern geschlagen hatten, in das Innere der Burg ein, überwältigten mit Leichtigkeit die zur Verteidigung aufgestellte Garnison und töteten den Hauptmann Carlotto Orsini.

## Aufmarsch

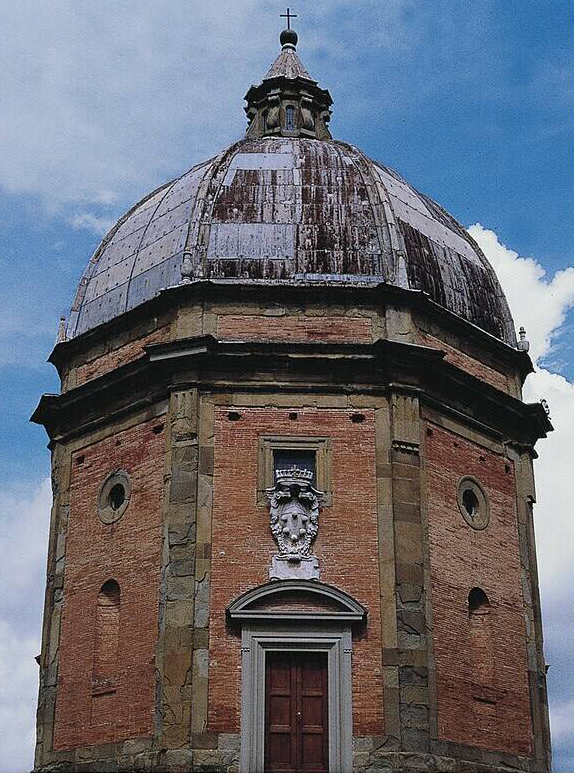
Tempio di Santo Stefano della Vittoria, Pozzo della Chiana, Provinz Arezzo

Die sich gegenüberstehenden feindlichen Heere, waren nach der von Machiavelli empfohlenen Strategie der „gemischte Milizen“ aufgestellt: bestehend aus einer großen Zahl einheimischer Soldaten, die durch das Charisma ihres Anführers vereint und durch patriotische und religiöse Ideale motiviert waren, und ausländischen Söldnern, die Kriegsprofis waren. Es handelte sich um eine typische Formation, die bereits in früheren Schlachten zum Einsatz gekommen war und von jenen Fürsten bevorzugt wurde, die nach Machiavelli „... mit viel Geld und Männern eine Armee aufstellen können, die es mit jedem aufnehmen kann, der sie angreifen will“.
Die sienesische Armee war sehr heterogen und bestand aus französischen, korsischen und türkischen Soldaten sowie aus Söldnertruppen, die schlecht organisiert waren und denen es an Disziplin mangelte, vor allem weil die Republik Siena, die sich in finanziellen Schwierigkeiten befand, die Soldaten nicht regelmäßig bezahlte. Piero Strozzi verfügte über ein Heer von 14.000 Infanteristen und 1.000 Kavalleristen, hatte aber schon während des Feldzuges Schwierigkeiten mit der Wasserversorgung, die für die Schlacht von entscheidender Bedeutung war.
Die Florentiner waren zahlenmäßig fast ebenbürtig, verfügten aber über mehr Artillerie und waren kompakter aufgestellt, da sie neben den Truppen Cosimos auch das kaiserliche Heer mit Spaniern und Deutschen einsetzten. Die gegnerischen Stellungen befanden sich auf den Anhöhen zu beiden Seiten eines kleinen Tals, durch das der ausgetrocknete Wildbach Scannagallo floss: auf der einen Seite die Hügel von Marciano, auf der anderen die von Pozzo. Die Stellungen der Kommandanten befanden sich auf erhöhten Positionen, während die Infanterie weiter unten postiert war.

## Schlacht
In der Morgendämmerung des 2. August 1554 veranlassten die Schwierigkeiten des französisch-sienesischen Heeres Strozzi dazu, sich auf die höher gelegenen Hügel zurückzuziehen, in der Hoffnung, dass sein gewagtes Manöver mit offenem Visier den Gegner davon überzeugen würde, den Angriff zu verschieben. Gian Giacomo Medici hielt den Rückzug des Gegners für einen schweren Fehler und befahl den gleichzeitig eintreffenden Arkebusieren, das Feuer auf die hinteren Strozzi-Linien zu eröffnen.
Er wollte seiner Kavallerie Zeit geben, die Pferde in der Chiana zu tränken, bevor sie den Feind angreifen sollte. Als Strozzi erkannte, welche Katastrophe er angerichtet hatte, kehrte er um und befahl der Pikenieren, in einem schnellen Manöver den Kamm hinabzusteigen, um Medicis Infanterie frontal anzugreifen, die den Graben von Scannagallo überquert hatte und sich eilig am gegenüberliegenden Ufer in Stellung brachte.
Nach einem überwältigenden Anfangsangriff wurden die Franzosen über den Graben in eine ungünstige Stellung zurückgedrängt; die Schlacht dauerte viele zermürbende Stunden. Der Rückzug der französisch-sienesischen Kavallerie brachte die Kriegsstrategie durcheinander und beeinflusste den Ausgang der Schlacht. Der Rückzug erfolgte in schwierigem Gelände an den Hängen von Foiano. Die gefürchtete französische Kavalleriedivision unter Ludovico II. Pico della Mirandola wurde von der mächtigen kaiserlichen Armee unter Graf Sforza Sforza di Santa Fiora angegriffen. Für die Armee von Piero Strozzi, die vom Feind vernichtend geschlagen wurde, war dies der Beginn der katastrophalen „Niederlage von Scannagallo“.
Auf sienesischer Seite gab es Tausende von Toten, Verwundeten und Gefangenen, auf der Gegenseite nur sehr wenige. Die Geschichtsschreibung beziffert die sienesischen Verluste auf über 4.000 Tote (darunter auch der Strozzi-Adjutant Seigneur de Forquelvaux). 103 von Heinrich II. ausgesandte grüne Flaggen wurden von der florentinischen Armee erobert; die Verluste des Gegners beschränkten sich auf 400 Tote. Manche meinen, der florentinische Sieg sei auch durch den bewussten Verrat eines französischen Offiziers begünstigt worden. Piero Strozzi, der von seinem Pferd geworfen und durch einen Arkebusenschuss in die Flanke verwundet wurde, konnte sich nach Lucignano retten.
Auf dem Rückzug vertraute Piero das geschlagene sienesische Heer dem Hauptmann Clemente della Cervara und dem Bologneser Cornelio Bentivoglio an. Die verlorene Schlacht beendete die Belagerung von Siena, das sich schließlich am 17. April 1555 dem Feind ergab, während Herzog Cosimo seine Macht über die gesamte Toskana behaupten konnte. Strozzi und Bentivoglio setzten den Widerstand in Montalcino fort und beherbergten die sienesischen Exilanten der Republik Siena, die sich in Montalcino erholte, bis zum Frieden von Cateau-Cambrésis im Jahr 1559.

## Feierlichkeiten

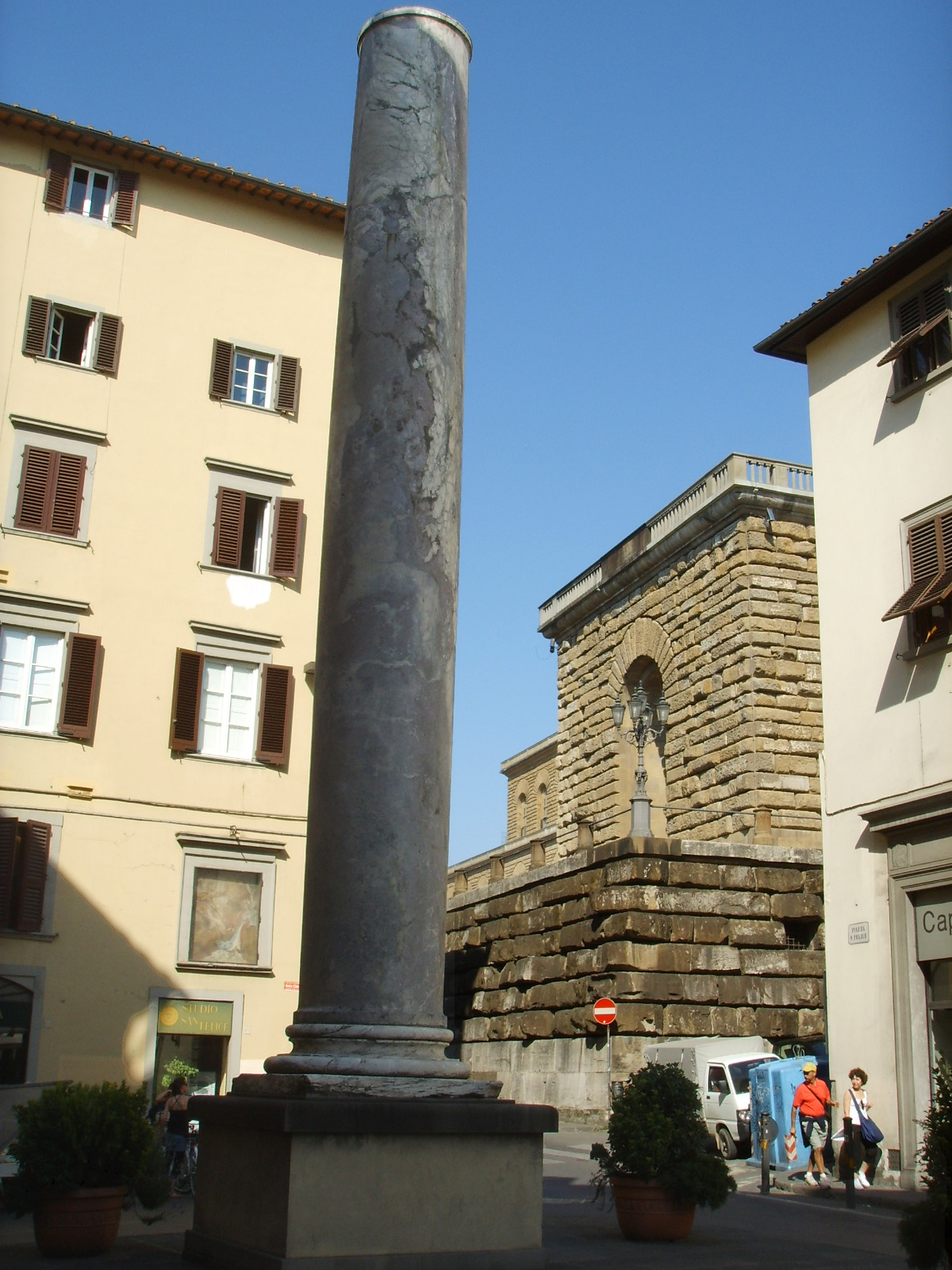
Siegessäule auf der Piazza San Felice, Florenz

Als die Nachricht von der Niederlage der Sienesen unter Glockengeläut in Florenz eintraf, jubelte das florentinische Volk. Vom Palazzo Vecchio aus warf Herzog Cosimo Münzen in die Menge und verkündete drei Tage lang zu feiern, begleitet vom Schwenken der eroberten Fahnen, von Beifall, Musik und Gesang des Volkes:

“Palle Palle, Duca Duca,
Piero Strozzi in una buca”

Auf dem Platz wurde eine Bühne errichtet, auf der zahlreiche Gefangene der Schlacht enthauptet wurden. Das Ereignis wurde in den folgenden Jahren mit großen Kunstaufträgen würdig gefeiert:
- Ein großes Fresko von Giorgio Vasari im Salone dei Cinquecento feiert die Schlacht, die im Mittelpunkt von Cosimos komplexem Festzyklus steht;
- zwei Gedenksäulen auf der Piazza Santa Trinita und der Piazza San Felice in Florenz;
- eine achteckige Kapelle zu Ehren von Santo Stefano della Vittoria, die am Ort der Schlacht errichtet wurde und im Volksmund Santa Vittoria genannt wird, deren Fest am 2. August gefeiert wurde, dem Tag, an dem die wichtigsten Siege der Medici stattfanden: Gavinana, Montemurlo und Scannagallo.

## Inszenierung
Jedes Jahr werden in Pozzo della Chiana die Ereignisse des Sommers 1554 vom örtlichen Kulturverein Scannagallo in Zusammenarbeit mit zahlreichen italienischen Geschichtsvereinen nachgestellt. Die Veranstaltung dauert in der Regel drei Tage und bezieht nicht nur das Dorf, sondern auch die Nachbarstadt Marciano della Chiana mit ein.